# Der Mann mit dem Koffer
Der Mann mit dem Koffer (Originaltitel: Man in a Suitcase) ist eine britische Krimiserie, die in den Jahren 1967 und 1968 produziert wurde.

## Handlung
McGill, dessen Vorname im Verlauf der Serie nie genannt beziehungsweise Nachfragen danach von ihm mit „Mister“ beantwortet werden, ist ein ehemaliger Geheimagent der CIA. Er wurde sechs Jahre zuvor entlassen, nachdem ein hochrangiger Wissenschaftler in die Sowjetunion übergelaufen war und er dies nicht verhindert hatte. Er handelte zwar auf direkten Befehl seines Vorgesetzten, dieser kam jedoch bei einem Bootsunglück ums Leben und konnte McGill daher nicht entlasten. Als McGill Hinweise darauf findet, dass sein ehemaliger Vorgesetzter Harry Thyssen seinen Tod nur vorgetäuscht hat und er Opfer einer Intrige geworden ist, versucht er seine Unschuld zu beweisen und sich zu rehabilitieren. Er arbeitet als Privatdetektiv in verschiedenen europäischen Ländern, da ihm die Einreise in die Vereinigten Staaten verwehrt ist. Er gerät dabei bei seinen Ermittlungen immer wieder ins Fadenkreuz internationaler Geheimdienste.

## Hintergrund
Mit Der Mann mit dem Koffer wollte ITV die Lücke ausfüllen, die durch den Ausstieg von Patrick McGoohan aus der erfolgreichen Agentenserie Geheimauftrag für John Drake entstanden war, da dieser die Produktion von Nummer 6 aufgenommen hatte. Richard Bradford war der einzige Stammschauspieler der Serie, zu den Gaststars gehörten unter anderem Colin Blakely, Bernard Lee und Donald Sutherland.
Von Dezember 1968 bis Mai 1969 strahlte die ARD im Freitagabend-Programm 13 Folgen der Serie aus. Ab Januar 1971 wurden weitere 13 Folgen in den ARD-Regionalprogrammen ausgestrahlt.
Die Titelmelodie stammt von Ron Grainer, der auch das Thema zu Doctor Who und Nummer 6 verfasste. Deutscher Synchronsprecher von Richard Bradford war Michael Chevalier.
Die Serie erschien in Großbritannien und Australien auf DVD.